# Queens—Shelburne
Queens—Shelburne fut une circonscription électorale fédérale de Nouvelle-Écosse. La circonscription fut représentée de 1949 à 1953.
La circonscription a été créée en 1947 à partir de Queens—Lunenburg et de Shelburne—Yarmouth—Clare. Abolie en 1952, elle fut redistribuée parmi les circonscriptions de Queens—Lunenburg et de Shelburne—Yarmouth—Clare.

## Géographie
En 1947, la circonscription de Queens—Shelburne comprenait:
- Le comté de Shelburne
- Le comté de Queens

## Député
1. 1949-1953 — Donald Smith, PLC

- PLC = Parti libéral du Canada